# Kastanjestrupig taggstjärt
Kastanjestrupig taggstjärt (Synallaxis cherriei) är en fågel i familjen ugnfåglar inom ordningen tättingar.

## Utseende och läte
Kastanjestrupig taggstjärt är en rätt enfärgat brun fågel med lång och taggig stjärt. Fjäderdräkten är mestadels kastanjebrun, med mörkbrunt på övergump, stjärt och ovansida. Liknande kastanjetaggstjärten har en svart fläck på strupen. Sången är distinkt, ett "prrrr-préét" med andra tonen ljusare.

## Utbredning och systematik
Kastanjestrupig taggstjärt delas in i två underarter med följande utbredning:
- Synallaxis cherriei napoensis – förekommer från sydligaste Ecuador till sydöstra Colombia och östra Peru (San Martín)
- Synallaxis cherriei cherriei – förekommer i södra Amazonområdet i Brasilien

International Ornithological Congress (IOC) urskiljer även underarten saturata, med utbredning i östra Peru.

## Levnadssätt
Kastanjestrupig taggstjärt hittas fläckvist i fuktiga skogar, både ursprungliga och uppväxande. Den ses vanligen i gläntor, i bambustånd eller i snåriga klängväxter där den födosöker nära marken.

## Status och hot
Arten har ett stort utbredningsområde, men tros minska i antal, dock inte tillräckligt kraftigt för att den ska betraktas som hotad. Internationella naturvårdsunionen IUCN listar arten som livskraftig (LC).